# Michel Rolle
Michel Rolle (* 21. dubna 1652 — † 8. listopadu 1719) byl francouzský matematik. Známý je především díky formulování důležité věty v diferenciálním počtu – Rolleovy věty z roku 1691.

## Život
Michel Rolle se narodil v Ambert, Basse - Auvergne. V roce 1675 se odstěhoval do Paříže. V 1685 byl zařazen do Královské akademie věd. Zemřel v Paříži.